# Jedlová
Jedlová település Csehországban, a Svitavyi járásban. Jedlová Nedvězí, Bystré, Polička, Korouhev és Stašov településekkel határos. Lakosainak száma 1062 fő (2024. január 1.).

## Népesség
A település lakosságának változását az alábbi diagram mutatja:
| Lakosok száma | 1919 | 2032 | 1946 | 1298 | 1111 | 1014 | 1034 | 1027 | 1039 | 1062 |
|               | 1869 | 1890 | 1921 | 1950 | 1980 | 2001 | 2017 | 2019 | 2022 | 2024 |